# Phil Spencer
Phil Spencer est un chef d'entreprise américain, actuel dirigeant de Xbox Game Studios et responsable produit de la branche Xbox. Il dirige la production de jeux vidéo pour toutes les plates-formes de la firme de Redmond, à savoir les consoles Xbox, Windows, Windows Phone et Surface.

## Biographie
Phil Spencer naît le 13 janvier 1968 à Ridgefield, dans l'État de Washington, aux États-Unis.
Phil Spencer obtient son baccalauréat universitaire à l'Université de Washington.
Il rejoint Microsoft à environ 20 ans, en 1988. Phil Spencer a d'abord collaboré dans le cadre des travaux de l'entreprise basés sur le support CD-ROM, menant le développement de projets tels qu'Encarta. Il est également manager du développement de Microsoft Money, et manager des services de gestion destinés aux consommateurs, dont Microsoft Works et Microsoft Picture It.
Phil Spencer a été manager général de Microsoft Game Studios EMEA, ce qui l'amène à travailler avec des studios européens, à l'image de Lionhead Studios et Rare. En 2008, il est promu manager général de Microsoft Studios, accédant un an plus tard à la fonction de corporate vice president dans cette même entreprise. Depuis 2010, il a pris part à toutes les conférences de Microsoft à l'E3,,,,.
Fin mars 2014, Satya Nadella fait l'annonce que Phil Spencer va « diriger les équipes Xbox, Xbox Live, Xbox Music et Xbox Video (en), ainsi que Microsoft Studios ». Il succède ainsi à Marc Whitten, qui a quitté Microsoft 2 semaines avant l'annonce de Nadella,.
Peu après sa désignation, lors d'une entrevue avec Larry Hryb (en), Phil Spencer a affirmé que de « mauvaises décisions » avaient été prises au niveau de la Xbox One et que l'accent serait désormais mis sur les jeux vidéo plutôt que sur le divertissement en général.

## Vie privée
Phil Spencer vit en couple, et est père de deux filles. La famille réside à Bellevue.